# Jaroslav Novák Večerníček
Jaroslav Novák Večerníček (vlastním jménem Jaroslav Novák; * 21. září 1967 Svitavy) je český výtvarník, spisovatel, novinář a sběratel světových piv. Od prosince 2013 do května 2014 zastával pozici místopředsedy hnutí Úsvit přímé demokracie Tomia Okamury. Od listopadu 2017 je poradcem předsedy SPD Tomia Okamury.

## Literární činnost
Večerníček až do roku 1990 pracoval jako pomocný dělník. Byl aktivním členem protikomunistického Hnutí za občanskou svobodu a Moravské mládeže v Brně. Od roku 1993 pracoval jako redaktor, vedoucí ekonomiky a šéfredaktor v několika celostátních denících a časopisech (Lidové noviny, Práce, Super, Hospodářské noviny, Lobby).[zdroj⁠?!]
Jedná se o autora surrealistického Prvního dvouletého kalendáře krále Ubu, jehož tvorba ale zabíhá až do superrealismu. V Národním domě na Vinohradech je vystaven jeho portrét císaře Františka Josefa se lvicí Elsou. Ilustroval několik knih a časopisů.[zdroj⁠?!]
Napsal romány Na útěku a jeho volné pokračování Na druhý břeh z období normalizace, výběr povídek a scénářů V pasti. S Václavem Upírem Krejčím napsali Pivní knížku aneb postrach výčepu. Založil první společenský časopis o pivu Pivní magazín, jehož je šéfredaktorem.

## Dílo

### Filmy
- 2013 Nazareth - Nekonečný rockový mejdan, režie Miloslav Šmídmajer, Jakub Vansa[5] – spolupráce na dokumentu o skupině Nazareth[6]

## Veřejná činnost
Jedná se o zakladatele sdružení na podporu obětí mediálních kampaní Anti-defamation association – Asociace proti pomluvám. Úkolem asociace, která vznikla v roce 1994, je upozornit na diskriminaci a politickou nekorektnost v českých médiích, bránit oběti mediálních pomluv, chránit subjektivní i objektivní práva osob před mediálním zneužitím.[zdroj⁠?!]
V roce 2006 podal trestní oznámení pro podezření z úvěrového podvodu v souvislosti s bankovní půjčkou firmě VAE na premiéra a šéfa ODS Mirka Topolánka.
Dne 19. března 2007 podal trestní oznámení na Miloše Zemana pro podezření z porušení povinností při správě cizího majetku a 26. října 2009 podal na Úřad pro ochranu hospodářské soutěže (ÚOHS) podnět k prošetření předražené výstavby českých silnic a dálnic.
V říjnu 2007 zveřejnila média tzv. Večerníčkův projekt pro město Praha založený na databázi psí DNA, která by pomohla odhalit majitele psů jejichž výkaly zůstávají na ulicích. Praha projekt odmítla, ale postupně ho realizovala některá města po celém světě.[zdroj?]
V roce 2008 podal trestní oznámení a podklady sloužící k obvinění na poslance ČSSD Petra Wolfa později odsouzeného za zneužití státní dotace.
S Tomiem Okamurou usiluje o obnovení procesu s Vlastimilem Pechancem, který byl v roce 2001 odsouzen za vraždu Roma Oty Absolona.
Ve volbách v roce 2013 neúspěšně kandidoval do Poslanecké sněmovny za Úsvit přímé demokracie Tomia Okamury, v prosinci 2013 se stal jeho místopředsedou. V roce 2014 se o něm mluvilo jako o možném kandidátu na lídra Úsvitu do eurovoleb, lídryní hnutí se však nakonec stala advokátka Klára Samková. V květnu 2014 rezignoval vzhledem k nastalým novým rodičovským povinnostem na post místopředsedy a člena předsednictva hnutí Úsvit.
Na jaře 2016 založil Nadační fond Památník Šoa a Oskara Schindlera a je předsedou jeho správní rady. Cílem nadačního fondu je rekonstrukce Schindlerova koncentračního tábora v Brněnci na Svitavsku a vybudování památníku holokaustu a expozice věnované Oskarovi a Emilii Schindlerovým.
Ve volbách do Senátu PČR v roce 2018 kandidoval jako nestraník za stranu Patrioti České republiky v obvodu č. 50 – Svitavy. Se ziskem 2,30 % hlasů skončil na 8. místě.
Od roku 2024[ve zdroji nenalezeno] je zastupitel v obci Pohledy za sdružení Za Pohledy a Horní Hynčinu.